# Венгрия на летних Олимпийских играх 1988
На Летних Олимпийских играх 1988 года Венгрию представляло 188 спортсменов, выступивших в 20 видах спорта. Они завоевали 11 золотых, 6 серебряных и 6 бронзовых медалей, что вывело венгерскую сборную на 6-е место в неофициальном командном зачёте.

## Медалисты
| Медаль  | Спортсмен                                                           | Вид спорта                  | Дисциплина                            |
| ------- | ------------------------------------------------------------------- | --------------------------- | ------------------------------------- |
| Золото  | Жолт Дьюлаи                                                         | Гребля на байдарках и каноэ | Мужчины, байдарка-одиночка, 500 м     |
| Золото  | Аттила Абрахам Ференц Чипеш Жолт Дьюлаи Шандор Ходоши               | Гребля на байдарках и каноэ | Мужчины, байдарка-четвёрка, 1000 м    |
| Золото  | Имре Буйдошо Ласло Чонгради Имре Гедёвари Дьёрдь Небальд Бенце Сабо | Фехтование                  | Мужчины, сабля, командное первенство  |
| Золото  | Янош Мартинек                                                       | Современное пятиборье       | Мужчины, личное первенство            |
| Золото  | Янош Мартинек Аттила Мижер Ласло Фабиан                             | Современное пятиборье       | Мужчины, командное первенство         |
| Золото  | Жолт Боркаи                                                         | Спортивная гимнастика       | Мужчины, конь                         |
| Золото  | Йожеф Сабо                                                          | Плавание                    | Мужчины, 200 м брассом                |
| Золото  | Тамаш Дарньи                                                        | Плавание                    | Мужчины, 200 м комплексным плаванием  |
| Золото  | Тамаш Дарньи                                                        | Плавание                    | Мужчины, 400 м комплексным плаванием  |
| Золото  | Кристина Эгерсеги                                                   | Плавание                    | Женщины, 200 м на спине               |
| Золото  | Андраш Шике                                                         | Греко-римская борьба        | Мужчины, до 57 кг                     |
| Серебро | Эрика Геци Рита Кёбан Эрика Месарош Эва Ракус                       | Гребля на байдарках и каноэ | Женщины, байдарка-четвёрка, 500 м     |
| Серебро | Карой Гюттлер                                                       | Плавание                    | Мужчины, 100 м брассом                |
| Серебро | Кристина Эгерсеги                                                   | Плавание                    | Женщины, 100 м на спине               |
| Серебро | Иштван Мешси                                                        | Тяжёлая атлетика            | Мужчины, до 82,5 кг                   |
| Серебро | Йожеф Ячо                                                           | Тяжёлая атлетика            | Мужчины, до 110 кг                    |
| Серебро | Тибор Комароми                                                      | Греко-римская борьба        | Мужчины, до 82 кг                     |
| Бронза  | Роберт Ишасеги                                                      | Бокс                        | Мужчины, до 48 кг                     |
| Бронза  | Аттила Абрахам Ференц Чипеш                                         | Гребля на байдарках и каноэ | Мужчины, байдарка-двойка, 500 м       |
| Бронза  | Иштван Буша Жолт Эршек Роберт Гатаи Паль Секереш Иштван Селеи       | Фехтование                  | Мужчины, рапира, командное первенство |
| Бронза  | Жужа Яноши Эдит Ковач Гертруд Штефанек Жужанна Сёч Каталин Тушак    | Фехтование                  | Женщины, рапира, командное первенство |
| Бронза  | Золтан Ковач                                                        | Пулевая стрельба            | Мужчины, скоростной пистолет          |
| Бронза  | Аттила Захоньи                                                      | Пулевая стрельба            | Мужчины, малокалиберная винтовка лёжа |